# Petronella Ekroth
Hilda Petronella Ekroth (Askim, 12 dicembre 1989) è una calciatrice svedese, di ruolo difensore.

## Biografia
Ha un fratello, Oliver, anche lui calciatore.

## Carriera
Il suo primo club è stato il Rödsle BK. Terminata quell'avventura, ha giocato due stagioni per l'Öster. Alla vigilia della stagione 2008, è stata acquisita dal Linköping, dove ha giocato per due stagioni. Nell'autunno 2009 è stata ceduta in prestito al Linköping Kenty. Negli anni seguenti ha giocato anche nel Tyresö FF e nel Jitex BK. Dal 2013 al 2015 ha vestito la maglia dell'Hammarby.
Nel 2016 si è accasata al Djurgården, dov'è rimasta per il successivo biennio. Nell'estate 2018 è approdata in Italia, nelle file della Juventus. Il 26 gennaio 2019 trova il suo primo gol in maglia bianconera, durante la vittoriosa trasferta contro l'Orobica (0-5).
Dopo una sola stagione in bianconero, nell'estate 2019 ritorna in patria, di nuovo con il Djurgården, nel quale aveva militato per 2 anni e mezzo prima dell'avventura italiana.
Dopo solo sei mesi di militanza con il club di Stoccolma, a gennaio 2020 la Ekroth ritorna nel Belpaese vestendo questa volta la casacca della Roma per rinforzare il reparto difensivo delle giallorosse a causa dell'infortunio di Federica Di Criscio.
Tra i suoi successi figurano un campionato svedese di prima divisione, vinto nel 2009, una Supercoppa svedese nella stessa stagione, un secondo posto in seconda divisione raggiunto nel 2014, un campionato italiano vinto nel 2019 (con gol decisivo all'ultima giornata) ed una Coppa Italia (sempre nel 2019 e con gol segnato in finale).

## Palmarès

### Club
- Supercoppa svedese: 1

Linköping: 2009
- Campionato svedese: 1

Linköping: 2009
- Campionato italiano: 1

Juventus: 2018-2019
- Coppa Italia: 1

Juventus: 2018-2019